# NGC 4755
Az NGC 4755 (más néven Caldwell 94) egy nyílthalmaz a Crux (Dél Keresztje) csillagképben.

## Felfedezése
A nyílthalmazt Nicolas-Louis de Lacaille fedezte fel 1751-ben.